# Дирочка, Александр Иванович
Александр Иванович Дирочка — российский учёный в области физики полупроводников, доктор физико-математических наук, профессор, заслуженный деятель науки РФ (1997).
Родился 01.03.1940.
Окончил МФТИ.
Работал в НИИ прикладной физики (с 1983 НПО «Орион»).
В 1971 г. защитил кандидатскую диссертацию:
- Исследование рекомбинационного излучения селенидов индия (InSe и In?Se) : диссертация … кандидата физико-математических наук : 01.00.00. — Москва, 1971. — 160 с. : ил.

Позже защитил докторскую диссертацию (по «закрытой» теме).
С начала 1990-х гг. учёный секретарь Государственного научного центра Российской Федерации — Государственного предприятия научно-производственного объединения «Орион» (Москва).
Профессор, с 1978 г. по настоящее время заместитель заведующего кафедрой физической электроники МФТИ.
Заслуженный деятель науки РФ (1997).
Лауреат Премии Правительства Российской Федерации в области образования 2014 года (в составе коллектива) за научно-практическое исследование «Разработка и внедрение образовательной системы подготовки высококвалифицированных кадров по оптоэлектронике».
Сочинения:
- Фотоэлектроника / А. И. Дирочка, Л. Н. Курбатов. — С.206-294 в книге: Базовые лекции по электронике : сборник : в 2 томах / под общ. ред. В. М. Пролейко. — Москва : Техносфера, 2009. — ISBN 978-5-94836-213-7. Т. 2 : Твердотельная электроника. — 2009. — 607 с. : ил. ; 25 см. — Авт. указаны в содерж. — Библиогр. в конце лекций. — 1500 экз.. — ISBN 978-5-94836-215-1
- Л. Н. Курбатов, А. И. Дирочка, Е. В. Синицын, В. Б. Лазарев, В. Я. Шевченко, С. Е. Козлов, «Люминесцентные свойства фосфидов кадмия и цинка», Квантовая электроника, 3:2 (1976), 316—320
- Л. Н. Курбатов, А. Д. Бритов, А. И. Дирочка, Г. С. Козина, Н. Н. Мочалкин, И. С. Аверьянов, П. М. Старик, «Стимулированное излучение твердых растворов халькогенидов олова и свинца в области 10 мкм», Квантовая электроника, 3 (1972), 97-99.